# دارووار
دارووار (به کرواتی: Daruvar) شهری در بیلوار-بیلگرا کشور کرواسی است که جمعیت آن در سال ۲۰۱۱ میلادی ۱۳٬۲۳۸ نفر بوده‌است.